# Chapati
Chapati (urdu چپاتی hindi चपाती capātī) er et usyret indisk og pakistansk brød som er lavet af tre ingredienser: mel, vand og salt. Når det strækkes bliver det luftigt. Chapati spises ofte til dhal.